# SUPER BEST II
『SUPER BEST II』（スーパー・ベスト・ツー）は、CHAGE&ASKA（現：CHAGE and ASKA）のベスト・アルバム。1992年3月25日に発売された。発売元はポニーキャニオン。
1993年12月17日はAPO-CDとして、2001年5月23日はCDとして再発売された。

## 背景
1987年に発売されたシングルベスト『SUPER BEST』に続くベスト・アルバム。1986年発売の「モーニングムーン」から1991年発売の「僕はこの瞳で嘘をつく」までの全シングル15曲を発売順に収録している。
ASKAは当時から「ベスト盤嫌い」であり、ベスト・アルバムの発売を好んでいなかったが、本作に対して「何もかもが追い風でしたので、僕らの音楽に触れておられない方々が『手にしやすい一枚』となる」と考え、また選曲において「ベストの定義」にも疑問を持っていたASKAだったが、今回は『シングル集』と言う明確な事実が基準である事もあり、自らが唯一発売を決めたベスト・アルバムとなった。

## リリース・録音
収録曲は全てリミックスが施されている。ほとんどはシングルの音源がベースになっているが、「モーニングムーン」は、アルバム『TURNING POINT』に収録のロングバージョンのリミックス、「ラプソディ」はアルバム『RHAPSODY』に収録の「狂想曲(ラプソディ)」のリミックスとなっている。
アルバム発売と同時にシングル「WALK」「LOVE SONG」が再発売され、アルバムミックスによる音源で収録されている。

## 受賞歴
| 年     | 音楽賞                        | 結果                         | 出典  |
| ------ | ----------------------------- | ---------------------------- | ----- |
| 1993年 | 第7回日本ゴールドディスク大賞 | アルバム賞                   | [ 5 ] |
| 1993年 | 第7回日本ゴールドディスク大賞 | ロック・フォーク部門（男性） | [ 5 ] |

## チャート成績
1992年4月6日付から4月27日付のまでのオリコン週間ランキングで1位を獲得し、4週連続での首位を記録した。
発売8週目となる5月25日付でオリコンによる累計売上枚数が200万枚を突破し、自身のアルバムとしては『TREE』以来2作目の突破となり、さらにデュオとして史上最速の達成週数を記録した。オリコンによる最終的な累計売上枚数は269.7万枚を記録し、自身のアルバムの中では最も売り上げた作品である。1992年度のオリコン年間アルバムランキング第1位を獲得し、アジア諸国でも大ヒットとなった。
また、2006年に発売されたコブクロのベスト・アルバム『ALL SINGLES BEST』に売上が抜かれる前までは、2組ボーカルユニットとしてのアルバム売上は本作が最大であった。これにより、現在は歴代2位を記録している。

## 収録曲
| #         | タイトル                 | 作詞       | 作曲      | 編曲                        | 時間  |
| --------- | ------------------------ | ---------- | --------- | --------------------------- | ----- |
| 1.        | 「モーニングムーン」     | 飛鳥涼     | 飛鳥涼    | 佐藤準                      | 4:44  |
| 2.        | 「黄昏を待たずに」       | 飛鳥涼     | 飛鳥涼    | 飛鳥涼、THE ALPHA、瀬尾一三 | 4:11  |
| 3.        | 「Count Down」           | 澤地隆     | CHAGE     | Light House Project         | 4:31  |
| 4.        | 「指環が泣いた」         | 飛鳥涼     | 飛鳥涼    | 佐藤準                      | 4:39  |
| 5.        | 「SAILOR MAN」           | 飛鳥涼     | 飛鳥涼    | 瀬尾一三                    | 4:33  |
| 6.        | 「ロマンシングヤード」   | 秋谷銀四郎 | CHAGE     | 瀬尾一三                    | 4:45  |
| 7.        | 「恋人はワイン色」       | 飛鳥涼     | 飛鳥涼    | 西平彰                      | 4:57  |
| 8.        | 「ラプソディ」           | 飛鳥涼     | 飛鳥涼    | 西平彰、十川知司            | 5:16  |
| 9.        | 「Trip」                 | 飛鳥涼     | 飛鳥涼    | 十川知司                    | 5:11  |
| 10.       | 「WALK」                 | 飛鳥涼     | 飛鳥涼    | 飛鳥涼、BLACK EYES          | 5:59  |
| 11.       | 「LOVE SONG」            | 飛鳥涼     | 飛鳥涼    | 飛鳥涼、十川知司            | 5:39  |
| 12.       | 「DO YA DO」             | 飛鳥涼     | 飛鳥涼    | 飛鳥涼、Jess Bailey         | 5:12  |
| 13.       | 「太陽と埃の中で」       | 飛鳥涼     | 飛鳥涼    | 飛鳥涼、Jess Bailey         | 5:08  |
| 14.       | 「SAY YES」              | 飛鳥涼     | 飛鳥涼    | 十川知司                    | 4:44  |
| 15.       | 「僕はこの瞳で嘘をつく」 | 飛鳥涼     | 飛鳥涼    | 十川知司                    | 5:22  |
| 合計時間: | 合計時間:                | 合計時間:  | 合計時間: | 合計時間:                   | 74:51 |

## 楽曲解説
1. モーニングムーン
1986年発売の14枚目シングル。リミックスは7枚目のアルバム『TURNING POINT』に収録のアルバムバージョンが基となっている。
2. 黄昏を待たずに
1986年発売の15枚目シングル。
3. Count Down
1986年発売の16枚目シングル。
4. 指環が泣いた
1986年発売の17枚目シングル。
5. SAILOR MAN
1987年発売の18枚目シングル。
6. ロマンシングヤード
1987年発売の19枚目シングル。
7. 恋人はワイン色
1988年発売の20枚目シングル。オリジナルバージョンよりアウトロのフェードアウトが10秒ほど遅くなっている。
8. ラプソディ
1988年発売の21枚目シングル。リミックスは10枚目のアルバム『RHAPSODY』に収録の「狂想曲 (ラプソディ)」が基となっている。
9. Trip
1988年発売の22枚目シングル。
10. WALK
1989年発売の23枚目シングル。
11. LOVE SONG
1989年発売の24枚目シングル。オリジナルバージョンよりアウトロのカットアウトが3秒ほど長くなっている。
12. DO YA DO
1990年発売の25枚目シングル。
13. 太陽と埃の中で
1991年発売の26枚目シングル。オリジナルバージョンよりアウトロのフェードアウトが30秒ほど早くなっている。
14. SAY YES
1991年発売の27枚目シングル。
15. 僕はこの瞳で嘘をつく
1991年発売の28枚目シングル。